# John Cazale
John Holland Cazale (ur. 12 sierpnia 1935 w Revere, zm. 12 marca 1978 w Nowym Jorku) – amerykański aktor teatralny i filmowy pochodzenia włoskiego i irlandzkiego. 

## Życiorys
Urodził się w Revere w stanie Massachusetts w rodzinie rzymskokatolickiej jako syn Cecilii Holland i Johna Cazale'a. Miał starszą siostrę Catherine (1931–2000) i młodszego brata Stephena (ur. 1937). Uczęszczał do szkoły średniej przy Buxton School w Williamstown. Jako nastolatek pracował na stanowisku gońca w Standard Oil.
Studiował dramat w Oberlin College w Oberlin w Ohio. Naukę kontynuował na Uniwersytecie Bostońskim. W tym czasie grał w Charles Playhouse w Bostonie oraz dorabiał jako taksówkarz i fotograf. Wystąpił w reklamie telewizyjnej spółki New York Telephone. Rozczarowany niepowodzeniami podczas castingów filmowych, zaczął kręcić własne filmy. Zadebiutował produkcją The American Way (1962), w której zagrał anarchistę, któremu nie udaje się niczego wysadzić w powietrze.
W drugiej połowie lat 60. zagrał Guptę w dramacie Israela Horovitza The Indian Wants the Bronx, który w 1968 był wystawiany w Astor Place w Nowym Jorku. Za rolę w spektaklu zdobył nagrodę Obie. Następnie zagrał w kolejnym dramacie Horovitza – Line, w którym wcielił się w postać Dolana. Podczas jednego z występów w Theatre de Lys został dostrzeżony przez Francisa Forda Coppolę i Freda Roosa, którzy zaproponowali mu rolę Frederica Corleone w Ojcu chrzestnym (1972). Rola jednego z braci-mafiosów okazała się jego najbardziej znaną kreacją filmową. W 1974 wystąpił jako Stan w Rozmowie Coppoli i powrócił do roli Frederico Corleone w Ojcu chrzestnym II. W 1975 zagrał Sala w dramacie Sidneya Lumeta Pieskie popołudnie.
W latach 1976–1978 był w związku z aktorką Meryl Streep, którą poznał w trakcie przygotowań do spektaklu Josepha Pappa Miarka za miarkę, w którym zagrał Angelo.
Na planie filmowym swego ostatniego filmu Łowca jeleni (1978) pracował, będąc już ciężko chorym na nowotwór płuca. Nie doczekał premiery kinowej – zmarł kilka miesięcy wcześniej, 12 marca 1978 w Nowym Jorku w wieku 42 lat.
Wszystkie pięć filmów, w których zagrał, były nominowane do Oscara, sam jednak nigdy nie zdobył nominacji do nagrody.

## Filmografia
- Ojciec chrzestny (The Godfather, 1972) jako Frederico Corleone
- Rozmowa (The Conversation, 1974) jako Stan
- Ojciec chrzestny II (The Godfather: Part II, 1974) jako Fredo Corleone
- Pieskie popołudnie (Dog Day Afternoon, 1975) jako Salvatore Naturale
- Łowca jeleni (The Deer Hunter, 1978) jako Stanley ("Stas")